# Навабгандж (город, Динаджпур)
Навабгандж (бенг. নবাবগঞ্জ, англ. Nawabganj) — город на севере Бангладеш, административный центр одноимённого подокруга. Площадь города равна 3,48 км². По данным переписи 2001 года, в городе проживало 4196 человек, из которых мужчины составляли 54,96 %, женщины — соответственно 45,04 %. Плотность населения равнялась 1206 чел. на 1 км². Уровень грамотности населения составлял 45,4 % (при среднем по Бангладеш показателе 43,1 %). 